# Kostel svatého Jakuba Staršího (Kněžice)
Kostel svatého Jakuba Staršího se nachází na návrší v centru obce Kněžice, je farním kostelem římskokatolické farnosti Kněžice u Třebíče. Kostel je jednolodní stavbou s pozdně románským jádrem s původním portálem, později byl přestavěn v gotickém slohu v 2. polovině 14. století. Kostel je chráněn jako kulturní památka České republiky.

## Historie
Kostel byl postaven pravděpodobně ve 40. letech 13. století, zasvěcen svatému Jakubovi byl snad v roce 1279. Kolem roku 1570 byla farnost bez kněze a kostel velmi chátral, v Kněžicích působili evangelíci. Kostel pak převzali zpět katolíci kolem dvacátých let 17. století, nicméně farář v Kněžicích nesídlil a do obce dojížděl farář z Brtnice, kostel byl stále ve špatném stavu a v roce 1665 měl jen jeden oltář, dva stoly a čtyři zvony.
Kostel pak byl v roce 1707 konečně upraven a opraven, byly vyvýšeny zdi lodi do stejné výšky jako zdi presbytáře a byla postavena dřevěná věž, do které byly přeneseny zvony. Některá okna byla zazděna, některá zvětšena, kostelní loď však měla stále pouze dřevěný strop. Kostel měl tři oltáře, hlavní zasvěcený svatému Jakubovi Většímu, dva boční Panně Marii a Janovi Nepomuckému. V roce 1726 pak kostel získal obraz Proměnění Páně na stěně presbytáře. V roce 1769 pak byla v obci zřízena expozitura a obec získala kaplana, který byl ubytován ve Vybíralově chalupě, prvním kaplanem byl Jan Bernard Hriss. V roce 1838 pak byla postavena kamenná věž.
Po roce 1796 započala výstavba nové budovy pro kaplana a od roku 1858 i pro faráře, byla postavena fara. Farnost získala v roce 1858 kněze a kostel se tak stal opět farním, prvním farářem byl Jan Vrzal, dalšími faráři byli František Padalík (od roku 1876), Jan Vaněk (od roku 1886), Jan Babor (od roku 1893) a František Hálek (od roku 1910). V roce 1895 pak byly do věže kostela instalovány nové hodiny. V roce 1922 byly zakoupeny nové píšťaly do varhan v kostele. Dne 2. srpna 1925 pak byly vysvěceny nové zvony a byly umístěny do věže, byla také opravena podlaha věže.